# Sołki II
Sołki II – dawny zaścianek. Tereny, na których był położony, leżą obecnie na Białorusi, w obwodzie grodzieńskim, w rejonie oszmiańskim, w sielsowiecie Krejwiańce.

## Historia
W czasach zaborów zaścianek w gminie Polany, w powiecie oszmiańskim, w guberni wileńskiej Imperium Rosyjskiego. W 1905 roku liczył 12 mieszkańców, 16 dziesięcin.
W latach 1921–1945 zaścianek leżał w Polsce, w województwie wileńskim, w powiecie oszmiańskim, w gminie Graużyszki a następnie w gminie Polany.
W 1931 w 4 domach zamieszkiwało 21 osób.
Wierni należeli do parafii rzymskokatolickiej w Murowanej Oszmiance. Miejscowość podlegała pod Sąd Grodzki w Oszmianie i Okręgowy w Wilnie; właściwy urząd pocztowy mieścił się w Graużyszkach.